# Souda-Bucht
Die Souda-Bucht ist eine Meeresbucht im Nordwesten der griechischen Insel Kreta. Sie liegt etwa 6 km östlich der Stadt Chania südlich der Halbinsel Akrotiri und ist Teil des kretischen Meeres im Mittelmeer.

## Geografie und Nutzung
Die Souda-Bucht ist etwa 15 km lang und zwischen 2 und 4 km breit. Sie ist an beiden Seiten im Norden und Süden von relativ hohen Bergen umgeben, nur im Westen verbindet eine relativ flache Landenge die Halbinsel mit dem Rest der Insel. Am Eingang der Bucht, im Osten, befinden sich zwei kleine Inseln: Leon und die größere Souda. Auf ihr befindet sich ein Fort aus venezianischer Zeit. Gegenüber der Insel an der Südküste liegt das Fort Izzedin aus türkischer Zeit.
Am südwestlichen Ende der Bucht liegt der namensgebende Ort Souda. Dort liegt der größte Naturhafen im Mittelmeer, von wo Fährverbindungen nach Piräus angeboten werden. Die Bucht hat aufgrund ihrer Lage im östlichen Mittelmeer eine besondere strategische Bedeutung. Teile der Bucht werden militärisch genutzt, so befindet sich dort eine griechische Marinestation, die von NATO und US Navy genutzt werden. Die Tiefe der Ankerplätze zwischen 120 m und 150 m ist dabei ausreichend, dass Flugzeugträger und Unterseeboote ankern können. Dies ist im Mittelmeer einzigartig, sodass die Bucht und der Marinehafen häufig als Zwischenstation für europäische Kriegsschiffe dient, die zur Piratenbekämpfung vor der afrikanischen Küste unterwegs sind, und für andere im östlichen Mittelmeer patrouillierende Schiffe. Der Marineabwehrverband Südflanke der Deutschen Marine war von September 1990 bis zur Verlegung in den Persischen Golf im März 1991 hier stationiert. Insgesamt wird die Souda-Bucht jährlich von Marineeinheiten mit über 75.000 Personen an Bord angelaufen.
Nördlich auf der Halbinsel liegt der Flughafen Chania, der nach Passagierzahlen zweitgrößte Flughafen der Insel, mit einem griechischen und NATO-Luftwaffenstützpunkt, bekannt als Souda Air Base. In dessen Nähe, auch nördlich der Bucht auf der Akrotiri-Halbinsel, befindet sich die NATO Missile Firing Installation, ein Raketenschießplatz der NATO.